# Klaus Fischer
Klaus Fischer (født 27. december 1949 i Kreuzstraßl, Vesttyskland) er en tidligere tysk fodboldspiller, der som angriber på Vesttysklands landshold deltog ved både VM i 1978 og VM i 1982, hvor tyskerne ved sidstnævnte vandt sølv. På klubplan spillede han for 1860 München, Schalke 04, FC Köln og VfL Bochum. Han vandt for både Schalke og Köln DFB-Pokalen, og blev i 1976 topscorer i Bundesligaen.

## Titler
DFB-Pokal
- 1972 med Schalke 04
- 1983 med FC Köln

EM
- 1980 med Vesttyskland